# Елена Балшич
Елена Балшич (серб. Јелена Балшић, позднее Хранич, Хранић, урождённая Лазаревич, Лазаревић, 1365/1366 — 1443) — сербская средневековая писательница. Яркая представительница предренессансного движения в Черногории.

## Биография
Дочь святого князя Лазаря Хребеляновича и княгини Милицы Сербской.
В 1386 году вышла замуж за зетского господаря Георгия II Страцимировича Балшича. Была категорически против провенецианской политики мужа и продажи в 1396 году Венецианской республике городов Скутари, Дриваст и других, а также островов Скадарского озера. Елена Балшич была против того, что венецианцы препятствовали контактам Восточной православной церкви с Зетской митрополией и сербским Печским патриархатом, а также отрезали православные монастыри у Скадарского озера от их владений. Агрессивная политика лишила монастыри и княжество Зета доходов. После смерти Георгия II в 1403 году Елена влияла на политику его наследника и сына Балши III. Елена Балшич спорила с венецианцами о юрисдикции православной Зетской митрополии над православными церквями у реки Бояна и церкви Святого Петра в Скутари. Перед венецианцами Балша III, основываясь на указаниях Елены, защищал древние права Сербской церкви и зетанского митрополита, назначенного Печским патриархатом.
В 1405 году началась Первая Скадарская война. Опасаясь за жизнь сына, Елена в 1409 году отправилась в Венецию. В мае Елена прибыла в Дубровник, но не вышла в Адриатическое море, опасаясь галер Неаполитанского королевства. 9 июля Венеция купила Далмацию у короля Неаполя Владислава за 100 000 дукатов, что осложнило переговорную позицию Елены. В июле Елена прибыла в Венецию, разорённая долгим путешествием. Венецианцы выдавали ей в день три дуката в течение трёх месяцев, что велись переговоры. Елена добилась перемирия. 26 октября 1409 года Еленой и доджем Микеле Стено был подписан мирный договор без территориальных изменений.
В 1411 году вышла замуж вторично за боснийского воеводу Сандаля Хранича Косачу.
Опекала Георгиевскую церковь, построенную на открытом плато острова Бешка в юго-западной части Скадарского озера, в 15 км от деревни Вирпазар в 1380—1390-х годах Георгием II Балшичем. Вероятно, в то же время основан монастырь Бешка. Здесь были созданы многие известные рукописные книги. После смерти Георгия II Елена Балшич отремонтировала в 1438—1440 гг. пришедшую в запустение Георгиевскую церковь и построила в качестве своей усыпальницы Благовещенскую церковь.
Благовещенская церковь меньше Георгиевской, с небольшой звонницей. Западный фасад полностью декорирован каменной резьбой. Над входом строительная надпись «Сазда се храм Пресветиjе Богородице с трудом и откупом благочестивоj госпоги Jеле, дштери светопочившаго кнеза Лазара и подружие господина Гjургиjа Страцимировића, в лето 6948». Елена Балшич похоронена в южном приделе. К церкви позже пристроены два придела, южный служил усыпальницей. От южного придела остались только развалины. Благовещенская церковь была расписана, живопись не сохранилась.
В XV веке монастырь Бешка был одним из центров просвещения и духовной жизни. В скриптории монастыря Бешка переписывались и печатались книги, наиболее известные из которых сборник «Шестоднев» Никона Иерусалимлянина и Горицкий сборник, содержащий переписку Елены Балшич и её духовника Никона Иерусалимлянина.
В настоящее время Бешка — это женский монастырь, в котором живут шесть сестёр: две монахини и четыре послушницы, в том числе русская из Москвы. Игуменьей является матушка Фотина. Принадлежит Черногорско-Приморской митрополии.
В 2007 году впервые вручена литературная премия «Елена Балшич». Вручал премию митрополит Амфилохий (Радович) на острове Бешка. Её получил поэт Джорджо Сладое, сборник которого «Привыкание к будущему» был опубликован на русском языке издательством «Вахазар» в том же году.